# Halkentaurok

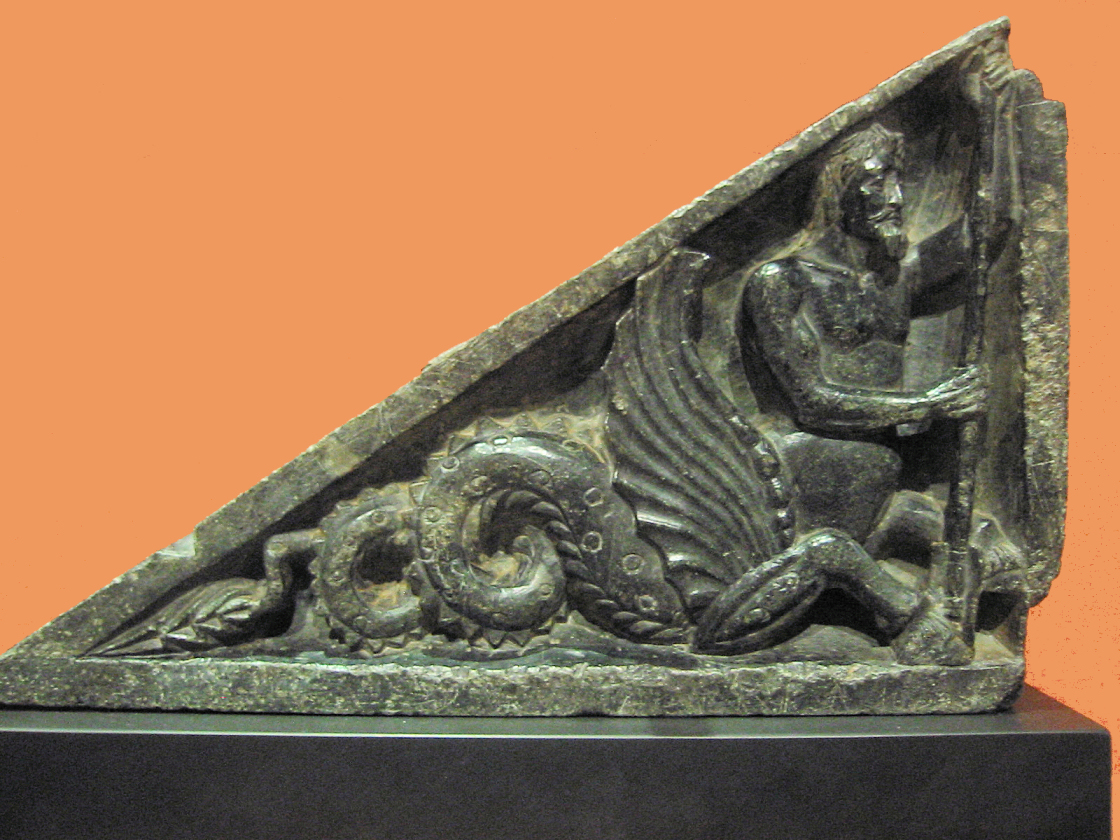
Az egyik halkentaur

A halkentaurok (ógörögül: Ἰχθυοκένταυροι, azaz ikhthüokentauroi, latinul: ichthyocentauri) a görög mitológia tengerekben lakó, isteni testvérpárja, Büthosz és Aphrosz. Ember felsőtestű, ló elülső-altestű és halfarkú lények. A testfelépítés a görög mitológiából ismert Tritónhoz hasonló, aki embertestű, halfarkú lény, csak nincsen lólába. Féltestvérei Kheirónnak, Poszeidón és Amphitrité fiai. A két halkentaur a Halak csillagképben látható az égen.
Először Lükophrón költő tesz említést, majd előfordul Claudianus írónál és Johannész Tzetzész bizánci grammatikusnál is. A Szuda-lexikonban Aphrosz a tengerjáró karthágóiak (aphroi) királya, Libüa apja, így őt Afrika névadójaként is tisztelhetjük. Tunéziából ismert is Aphroszt ábrázoló mozaik. A görög-római szobrászatban sok példát találhatunk ábrázolására. 